# Provincia di Tipasa
La provincia di Tipasa (in arabo: ولاية تيبازة ) è una delle 58 province dell'Algeria. Prende il nome dal suo capoluogo Tipasa.

## Popolazione
La provincia conta 591.010 abitanti, di cui 298.885 di genere maschile e 292.125 di genere femminile, con un tasso di crescita dal 1998 al 2008 dell'1.6%.

## Geografia antropica

### Suddivisioni amministrative
La provincia è formata da 10 distretti:
1. Distretto di Ahmar El Aïn
2. Distretto di Bou Ismaïl
3. Distretto di Cherchell
4. Distretto di Damous
5. Distretto di Fouka
6. Distretto di Gouraya
7. Distretto di Hadjout
8. Distretto di Koléa
9. Distretto di Sidi Amar
10. Distretto di Tipasa